# Гаджиев, Саид Марифович
Саид Марифович Гаджиев (род. 18 июня 2000, Ахтынский район, Дагестан) — российский дзюдоист, призёр чемпионата России.

## Спортивная карьера
Уроженец Ахтынского района. Является воспитанником московского ЦСКА. В феврале 2017 года в итальянской Фоллонике стал бронзовым призёром Кубок Европы по дзюдо среди спортсменов до 18 лет. В апреле 2017 года в Туле завоевал бронзовую награду Кубка Европы по дзюдо среди юношей и девушек. В августе 2017 года в чилийском Сантьяго Саид Гаджиев завоевал бронзовую медаль юношеского Первенства мира. В сентябре 2021 года в Майкопе стал бронзовым призёром чемпионата России.

## Спортивные результаты
- Чемпионат мира по дзюдо среди кадетов 2017 — ;
- Кубок Европы по дзюдо 2021 — ;
- Чемпионат России по дзюдо 2021 — ;